# Gonzalo Torrente Ballester
Gonzalo Torrente Ballester (Serantes, Ferrol, Corunha (Espanha), 13 de junho de 1910 - Salamanca, 27 de janeiro de 1999), professor, romancista, crítico literário e teatral, dramaturgo e jornalista espanhol, enquadrado na Geraçao de 36.

## Biografia

### Infância e Juventude
Gonzalo Torrente Ballester nasceu na aldeia de Serantes, Ferrol (Corunha, Espanha). Fez os estudos primários no Colégio de Nuestra Señora de la Merced, no Ferrol, e os secundários na Corunha, como aluno voluntário. Em 1921, apercebe-se de que a sua miopia o impedirá de seguir a carreira da Marinha de Guerra. No ano seguinte morre o seu avô materno, Eladio, que teve grande influência na sua formação. Recebe um presente importante: o seu primeiro Quixote; revela-se um leitor inquieto e voraz. Em 1926 matricula-se como aluno voluntário na Universidade de Santiago de Compostela. Queima os seus escritos juvenis. Lê Friedrich Nietzsche e Oswald Spengler.
Por motivos familiares muda-se para Oviedo, onde estuda Direito, tem os primeiros contactos com as vanguardas literárias e se estreia como jornalista, no jornal El Carbayón. Em 1928 muda-se para Vigo; lê James Joyce, Marcel Proust, Miguel de Unamuno e José Ortega y Gasset. Em 1929 instala-se em Madrid. Frequenta a tertúlia de Valle-Inclán e a Faculdade de Letras e trabalha no jornal anarquista La Tierra, que fecha em 1930. Volta para o Ferrol e, em 1931, muda-se com a família para Bueu (Pontevedra). No ano seguinte casa com Josefina Malvido. Lê Edgar Allan Poe, Charles Baudelaire e Stéphane Mallarmé. Após uma breve estada em Valência regressa à Galiza, devido à asma de Josefina. Em 1933 fixa residência no Ferrol e emprega-se como professor na Academia Rapariz, onde lecciona (16 horas por dia!) Gramática, Latim e História. Matricula-se, de novo como aluno voluntário, na Faculdade de Letras da Universidade de Santiago de Compostela e filia-se no Partido Galeguista. Em 1935 licencia-se em História pela Universidade de Santiago. Ocupa o cargo de Secretário Local do Partido Galeguista. Em 1936 aprova um concurso para professor auxiliar de História Antiga na Universidade de Santiago. Entre 1934 e 1938 nascem os seus quatro primeiros filhos.

### Guerra e pós-guerra
Encontra-se em Paris, com a intenção de fazer a sua tese de doutoramento, beneficiando de uma bolsa da Universidade, quando rebenta a guerra civil. Após alguma hesitação, em Outubro regressa a Espanha para se juntar à família. Da camioneta que o leva a casa vê na beira da estrada corpos de vítimas da repressão. Ao chegar a casa, à laia de saudação, o seu pai exclama: "Sabes que fuzilaram muitos dos teus amigos?" Seguindo a recomendação de um sacerdote da sua confiança, filia-se na Falange. Em 1937 conhece em Pamplona Dionisio Ridruejo e os outros intelectuais falangistas do Grupo de Burgos (Pedro Laín Entralgo, Luis Rosales, Luis Felipe Vivanco…). Publica o ensaio Razón y ser de la dramática futura na revista Jerarquía. Em 1938 passa uma breve temporada em Burgos; publica El viaje del joven Tobías. Milagro representable en siete coloquios, nas Edições Jerarquía. Em 1939 toma posse como professor auxiliar da Universidade de Santiago. Recebe o Prémio Nacional de Autos Sacramentais por El casamiento engañoso, publicado nas Edições Escorial. Além disso, publica Las ideas políticas. El liberalismo e Antecedentes históricos de la subversión universal, na Editora Nacional. Em 1940, em simultâneo com as aulas na Faculdade de Letras, prepara o concurso para professor dos liceus. É colocado em Ávila, mas consegue ficar em Santiago em comissão de serviço. Publica Lope de Aguirre, na revista Vértice. Em 1941 participa na fundação da revista Escorial, juntamente com Ridruejo, Laín, Vivanco, Rosales e o resto do Grupo de Burgos. Em 1942 muda-se para o Ferrol; lecciona no liceu Concepción Arenal. Publica República Barataria. Teomaquia en tres actos, el primero dividido en dos cuadros e Siete ensayos y una farsa, ambos nas Edições Escorial.
Em 1943 publica o seu primeiro romance, Javier Mariño, na Editora Nacional, mas a obra é apreendida pela censura vinte dias depois de ter vindo a lume. Em 1944 publica os relatos "Gerineldo" e "Cómo se fue Miguela", nos jornais madrilenos Arriba e El Español, respectivamente. Em 1946 publica El retorno de Ulises. Comedia, na Editora Nacional, e El Golpe de Estado de Guadalupe Limón, nas Edições Nueva Época. Publica Las elegías de Duino, de Rainer María Rilke, nas Edições Nueva Época, com prólogo e notas e tradução sua, em colaboração com Metchild von Hesse Podewils.

### Madrid
Em 1947 instala-se em Madrid como professor de História Universal na Escola de Guerra Naval, lugar que ocupará até 1962. Em 1948 assiste a várias conferências de José Ortega y Gasset e inicia a sua actividade de crítico teatral no jornal Arriba. Publica Compostela y su ángel, nas Edições Afrodisio Aguado. Em 1949 inicia a sua colaboração como crítico de teatro na Rádio Nacional de Espanha. Publica Literatura Española Contemporánea, nas Edições Afrodisio Aguado. Participa na realização do guião dos filmes Llegada de noche e El cerco del diablo, ambos de José Antonio Nieves Conde (o último, estreado en 1952). Em 1950 escreve La Princesa durmiente va a la escuela, que só encontrará editor em 1983, e publica Ifigenia, nas Edições Afrodisio Aguado, e Atardecer en Longwood, na Editorial Haz. Em 1951 e 1953 escreve mais dois guiões para outros tantos filmes de José Antonio Nieves Conde, Surcos e Rebeldía, respectivamente. Em 1954 publica Farruquiño nas Edições Cid, de Madrid.
Em 1957 publica na editorial Arión El señor llega, primeiro volume da trilogia Los gozos y las sombras, e Teatro Español Contemporáneo, nas Edições Guadarrama. Em Janeiro de 1958 falece a sua mulher, Josefina Malvido, e pouco depois, em Fevereiro, o seu pai, Gonzalo Torrente Piñón. Em 1959 recebe o Prémio de Romance da Fundação Juan March por El señor llega. Escreve a segunda parte da trilogia Los gozos y las sombras, Donde da la vuelta el aire, em Maiorca. Em Janeiro de 1960 conhece Fernanda Sánchez-Guisande Caamaño; viagens a Paris e Alemanha. Compra o seu primeiro gravador no Ferrol; a partir de então, utilizá-los-á sistematicamente para as suas notas de trabalho. Em Maio casa com Fernanda. Publica Donde da la vuelta el aire na Editorial Arión. Em 1961 publica Panorama de la Literatura Española Contemporánea, nas Edições Guadarrama, e Aprendiz de hombre, uma antologia comentada de textos para o ensino secundário, nas Edições Doncel. Nasce a sua filha Fernanda, a primeira dos sete filhos do seu segundo casamento.
Em 1962 assina um manifesto em defesa dos mineiros asturianos em greve; como consequência, perde o seu emprego de professor na Escola de Guerra Naval e são suprimidas as suas colaborações como crítico na Rádio Nacional e no jornal Arriba. Publica La Pascua triste, última parte da trilogia Los gozos y las sombras. Em 1963, o fraco acolhimento obtido pelo seu romance Don Juan, publicado na editorial Destino, e a sua luta com a censura para defender esta obra, desanimam-no da escrita. Vive então de traduções. Participa no Congresso de Escritores de Madrid. Em 1964 pede a reintegração no quadro do ensino secundário e é colocado em Pontevedra. Inicia uma colaboração regular no jornal Faro de Vigo, com uma coluna intitulada "A modo" (em galego: pausadamente).

### Estados Unidos: ida e volta
Em 1966 recebe um convite para leccionar na Universidade de Albany (Nova Iorque) como distinguished professor. Em Agosto embarca com a família (os filhos do casal são agora cinco) e todos os seus pertences, incluindo uma crescente biblioteca, para os Estados Unidos. Em 1968 recebe em Albany a visita de Dionisio Ridruejo, Ramón Piñeiro e Dámaso Alonso. Termina o romance Off-side, escrito com uma bolsa da Fundação Juan March, e inicia a escrita de Campana y piedra, germe de La saga/fuga de J. B. Em 1969 as Edições Destino publicam Off-side. Nesta altura já tinham nascido mais dois filhos do casal, os últimos, nos Estados Unidos.
Em 1970 morre a sua mãe, Ángela. Regressa a Espanha, pede a reintegração no ensino secundário e é colocado no Liceu de Orcasitas, nos arredores de Madrid. Em 1971 regressa a Albany com um contrato semestral. Passa o Verão no Escorial, onde termina a redacção de La saga/fuga de J. B., um dos grandes romances do século XX escritos em espanhol. O livro é publicado pelas Edições Destino em 1972 e recebe o prémio da Crítica e o prémio Cidade de Barcelona. Em 1973 regressa definitivamente a Espanha e recomeça a ensinar no Liceu de La Guía, em Vigo. Inicia uma colaboração semanal no jornal madrileno Informaciones, que se prolongará até Agosto de 1975, com uma coluna intitulada Cuadernos de la Romana. Em 1975 é eleito membro da Real Academia Espanhola (RAE).

### O reconhecimento
Nesse mesmo ano instala-se definitivamente em Salamanca e começa a dar aulas no Liceu Torres Villarroel. Continua a colaborar no Informaciones, com uma coluna regular sob o título de Torre del Aire, que se prolongará até 1979. Publica o ensaio El Quijote como juego nas Edições Guadarrama, e saem em livro nas Edições Destino os artigos da sua precedente coluna Cuadernos de la Romana. Em 1976 sofre um enfarte e publica Nuevos Cuadernos de la Romana, continuação da coluna do Informaciones, nas Edições Destino. Em 1977 lê o seu discurso de entrada na Academia, intitulado Acerca del novelista y de su arte; o discurso de resposta é proferido por Camilo José Cela. Publica Fragmentos de Apocalipsis e sai o primeiro volume de um projecto de Obra Completa nas Edições Destino, que não terá sequência. Em 1978 prepara uma série de relatos para o volume Las sombras recobradas, que virá a lume no ano seguinte nas Edições Planeta. Em 1980 aposenta-se como professor do ensino secundário; é homenageado pela cidade de Salamanca. Em 1981 obtém o Prémio Nacional de Literatura por La isla de los Jacintos Cortados e inicia nova colaboração na imprensa, desta vez no jornal ABC, com uma coluna sob a epígrafe de Cotufas en el golfo. Publica um Curriculum, en cierto modo, na revista Triunfo. Supervisa o guião e a produção da série televisiva Los gozos y las sombras, baseada na sua trilogia homónima.
Em 1982 recebe o Prémio Príncipe de Astúrias das Letras, ex aequo com Miguel Delibes. Estreia-se na televisão a série Los gozos y las sombras, que obtém um retumbante êxito de crítica e de público. Publica Ensayos críticos, nas Edições Destino; Los cuadernos de un vate vago, em Plaza & Janés, e Dafne y ensueños, em Destino; publica ainda Teatro I e Teatro II, também nas Edições Destino, que recolhem a totalidade da sua obra dramática. Em 1983 é nomeado Filho Predilecto do Ferrol. Os alunos do Liceu Torres Villarroel prestam-lhe homenagem oferecendo-lhe um exemplar da primeira parte do Quixote manuscrito por eles próprios. Publica-se, por fim, La Princesa Durmiente va a la escuela, em Plaza & Janés. Em 1984 é nomeado Filho Adoptivo de Salamanca. Publica Quizá nos lleve el viento al infinito, em Plaza & Janés; e reimprime-se El Quijote como juego y otros trabajos críticos, nas Edições Destino. Em 1985 recebe o Prémio Miguel de Cervantes de Literatura: é o primeiro romancista espanhol a obtê-lo; recebe também o Prémio Vitalício da Fundação Pedro Barrié de la Maza, pelo conjunto da sua obra. Publica La rosa de los vientos, nas Edições Destino. Em 1986 faz diversas viagens ao estrangeiro (Holanda, Dinamarca, Argentina…) para dar conferências. Publica Cotufas en el golfo, nas Edições Destino. É levada à cena pela primeira vez uma peça de teatro, ¡Oh, Penélope!, baseada numa obra sua, El retorno de Ulises. Em 1987 é nomeado doutor honoris causa pela Universidade de Salamanca e publica Yo no soy yo, evidentemente. Sucedem-se as homenagens: em 1988 é nomeado doutor honoris causa pelas universidades de Santiago de Compostela e Dijon, e Cavaleiro de Honra das Artes e das Letras da República Francesa. Ganha o Prémio Planeta com Filomeno, a mi pesar, e publica Ifigenia y otros cuentos, nas edições Destino. Em 1989 é operado às cataratas. A Junta Provincial da Corunha cria o Prémio de Narrativa Torrente Ballester. Publica outro dos seus grandes êxitos, o romance Crónica del rey pasmado, na Editorial Planeta, e Santiago de Rosalía Castro, na mesma editora. Em 1990 recebe o Livro de Ouro da Confederação Espanhola de Livreiros, e é-lhe concedida a Medalha de Ouro por mérito cultural da cidade de Santiago de Compostela. Supervisa o guião do filme El rey pasmado, escrito pelo seu filho Gonzalo Torrente Malvido e por Juan Potau. Em 1991 publica Las islas extraordinarias, na Editorial Planeta. Estreia-se o filme El rey pasmado, de Imanol Uribe, baseado na Crónica del rey pasmado, que ganha oito Prémios Goya da Academia Espanhola de Cinema. Em 1992 desloca-se a Cuba para inaugurar a Cátedra de Cultura Galega da Universidade de Havana, e tem uma longa conversa com Fidel Castro; além disso, é nomeado doutor honoris causa pela Universidade de Havana. Inaugura-se uma praça com o seu nome na Corunha. Publica La muerte del decano, na Editorial Planeta, e Torre del Aire, editado pela Junta Provincial da Corunha, que recolhe os artigos assinados sob essa epígrafe no suplemento cultural do jornal Informaciones. Em 1993 realiza-se uma semana de estudos sobre a sua obra na Universidade de Vigo. Em 1994 recebe o Prémio Azorín de romance por La novela de Pepe Ansúrez, publicado na Editorial Planeta. Em 1995 publica La boda de Chon Recalde, na mesma editora. No ano seguinte recebe o Prémio Castela e Leão das Letras. Desloca-se ao Luxemburgo para participar no lançamento de um número monográfico da revista ABRIL que lhe é dedicado; na mesma altura, encontra-se com os seus tradutores Claude Bleton, Colin Smith e António Gonçalves. Em 1997 visita a Fundação César Manrique, em Lanzarote, e aproveita para visitar José Saramago. Em Julho participa numa homenagem a Dámaso Alonso, em Lugo. Em Setembro é internado durante duas semanas devido a uma pneumonia. Recebe o Prémio Rosalía de Castro, do Pen Club galego. É nomeado Filho Adoptivo de Santiago de Compostela, Pontevedra, Nigrán (Pontevedra) e Fene (Corunha). Publica Memoria de un inconformista, na Editorial Alianza, que recolhe os artigos publicados sob o título A modo no jornal Faro de Vigo. Publica Los años indecisos na Editorial Planeta. Em 1998 é hospitalizado nos meses de Julho e Setembro. É nomeado Cavaleiro da Ordem de Santiago da Espada, máxima condecoração no domínio das Artes em Portugal. Reedita-se parte da sua obra na colecção "Biblioteca de Autor", da Alianza Editorial. Falece a 27 de Janeiro de 1999, em Salamanca. Está enterrado no cemitério de Serantes (Ferrol).
Como narrador, Torrente distingue-se por uma profunda ironia, consubstancial à trama e à resolução das suas narrativas. Esta ironia baseia-se numa subtil mas omnipresente imbricação do real e do maravilhoso, pelo que por vezes se falou dele como a resposta espanhola ao realismo mágico hispano-americano, o que Torrente rejeitava.
Numa entrevista publicada na fase final da sua vida no diário madrileno El País, Torrente Ballester afirmou: "Nunca nenhum romance me deu tanta satisfação como ver crescer sãos cada um dos meus filhos." Entre os onze nascidos dos seus dois casamentos, são figuras publicamente reconhecidas o já citado romancista Gonzalo Torrente Malvido, o musicólogo especializado no barroco espanhol, professor da Universidade Complutense de Madrid, Álvaro Torrente Sánchez-Guisande (actual presidente da Fundação Gonzalo Torrente Ballester), o historiador Juan Pablo Torrente Sánchez-Guisande, o jornalista Luis Felipe Torrente Sánchez-Guisande e a professora da Universidade dos Estudos de Florença, Francisca Ángela Torrente Sánchez-Guisande.
Entre 2007 e 2008, as editoras Punto de Lectura e Alfaguara reeditaram parte da sua obra. Em concreto, em Punto de Lectura apareceram dez títulos, entre os quais alguns dos seus principais romances: La saga/fuga de J. B., Don Juan, Fragmentos de Apocalipsis. A editorial Alfaguara editou a trilogia Los gozos y las sombras numa cuidada edição num único volume.

## Obras

### Narrativa
- Javier Mariño (1943)
- El golpe de estado de Guadalupe Limón (1946)
- Ifigenia (1949)
- Ifigenia (1950)
- Los gozos y las sombras, trilogia constituída por El señor llega (1957prémio de Romance da Fundação Juan March), Donde da la vuelta el aire (1960) e La Pascua triste (1962). Trad. pt.: Os Prazeres e as Sombras, Difel, Lisboa (I. Vem Aí o Senhor, 1997; II. Onde os Ventos Mudam, 1997; III. A Páscoa Triste, 1998).
- Don Juan (1963). Trad. pt.: Don Juan, Nova Fronteira, Rio de Janeiro, 1988; Don Juan, Relógio d'Água, Lisboa, 1995.
- Off Side (1968). Trad. pt.: Off-side, Caminho, Lisboa, 2000.
- La saga/fuga de J.B. (1972), prémios Cidade de Barcelona e da Crítica de 1972. Trad. pt.: A Saga/Fuga de J.B., Dom Quixote, Lisboa, 1992.
- Fragmentos de Apocalipsis (1977), Prémio da Crítica 1977. Trad. pt.: Fragmentos de Apocalipse, Caminho, Lisboa, 1991.
- Las sombras recobradas (relatos; 1979).
- La isla de los jacintos cortados (1980), Prémio Nacional de Literatura. Trad. pt.: A Ilha dos Jacintos Cortados, Relógio d'Água, Lisboa, 1994.
- Dafne y ensueños (1982). Trad. pt.: Dafne e Fantasias, Difel, Lisboa, 2004.
- Quizá nos lleve el viento al infinito (1984)
- La Princesa Durmiente va a la escuela (1985). Trad. pt.: A Bela Adormecida Vai à Escola, Caminho, Lisboa, 1996.
- La rosa de los vientos (1985). Trad. pt.: A rosa-dos-ventos, Difel, Lisboa, 1995.
- Yo no soy yo, evidentemente (1987). Trad. pt.: Eu Não Sou Eu, Evidentemente, Caminho, Lisboa, 2003.
- Filomeno, a mi pesar (Premio Planeta 1988). Trad. pt.: Filomeno, Dom Quixote, Lisboa, 1990.
- Ifigenia y otros cuentos (relatos;1988)
- Crónica del rey pasmado (1989). Trad. pt.: Crónica do Rei Pasmado, Caminho, Lisboa, 1992. O Rei Pasmado e a Rainha Nua, Rosa dos Tempos, Rio de Janeiro, 1993.
- Las islas extraordinarias (1991). Trad. pt.: As Ilhas Extraordinárias, Difel, Lisboa, 1994.
- La muerte del decano (1992). Trad. pt.: A Morte do Decano, Caminho, Lisboa, 1993.
- La novela de Pepe Ansúrez (1994),  prémio Azorín. Trad. pt.: O Romance de Pepe Ansúrez, Temas da Actualidade, Lisboa, 1995.
- O Sangue, o Vento, a Guerra e outras histórias (antologia de relatos com selecção, prefácio, tradução e notas de António Gonçalves. Caminho, Lisboa, 1994).
- La boda de Chon Recalde (1995). Trad. pt.: O Casamento de Chon Recalde, Difel, Lisboa, 1996.
- Los años indecisos (1997). Trad. pt.: Os Anos Indecisos, Difel, Lisboa, 1998.
- Doménica (1999). Trad. pt.: Doménica, Caminho / Difel, Lisboa, 1999.

### Teatro
- El viaje del joven Tobías (1938)
- El casamiento engañoso (1939)
- Lope de Aguirre (1941)
- República Barataria (1942)
- El retorno de Ulises (1946)
- Atardecer de Longwood (1950).
- Teatro I e II (1982).

### Ensaio
- Panorama de la literatura española contemporánea (1956)
- Teatro español contemporáneo (1957)
- Siete ensayos y una farsa (1972) y
- El Quijote como juego (1975).
- Diarios de trabajo (1942-1947)

### Diário
- Cuadernos de La Romana (1975). Trad. pt.: Cadernos de La Romana, Ambar, Porto, 2007.
- Nuevos Cuadernos de La Romana (1977)
- Cotufas en el golfo (1986)
- Torre del aire (1993)
- Memorias de un inconformista (1997). Trad. pt.: Memória de Um Inconformista, Ambar, Porto, 2006.

### Outros
- Compostela y su ángel (1948)
- Aprendiz de hombre (1961)
- Cuadernos de un vate vago (1982)
- Santiago de Rosalía Castro (1989)
- Lo mejor de Gonzalo Torrente Ballester (1989)
- Los mundos imaginarios (1994)